# Branko Ištvančić
Branko Ištvančić (Subotica, 1967.) je hrvatski filmski redatelj, rodom iz Tavankuta.

## Životopisi
Osnovnu školu završio u Tavankutu, a srednju u Subotici. Prije studija i pokušaja upisivanja na studij filmske režije u Novom Sadu i Beogradu, sasvim slučajno radio je kao prometnik vlakova na željezničkoj postaji Tavankut (pruga Subotica - Sombor - Vinkovci). Potom je otišao studirati u Zagreb, gdje je diplomirao filmsku i TV režiju na Akademiji dramske umjetnosti 1999. godine. Snimivši prve, amaterske, dokumentarne filmove, uz prvog nastavnika filma Zoltána Siflisa, redatelja i pedagoga iz Subotice, u dobi od samo 13 godina, sustavno se bavi dokumentarnim filmom i za taj svoj rad dobiva najznačajnije domaće i strane nagrade. S 15 godina postaje prvak Jugoslavije na natjecanju iz poznavanja filma i kino tehnike. Do 18. godine već je osvojio desetak nagrada na domaćim i stranim festivalima amaterskog filma. Tijekom studija kratki igrani film Rastanak (1993.) First Film Foundation iz Londona uvrštava u program New Direction u izbor šest najzapaženijih filmova mladih europskih redatelja. Nagrađivan dva puta nagradom hrvatskih filmskih kritičara Oktavijan za najbolji dokumentarni film, Velikom nagradom (Grand Prix) za najbolji film, Zlatnom uljanicom i nagradom za najbolju režiju na Danima hrvatskog filma, te nagradama za najbolji dokumentarni film i nagradom za najbolju režiju na festivalima u inozemstvu. Duboko ukorijenjen u tradiciju hrvatskog dokumentarca naročitu pažnju posvećuje humanom, ali i humornom tretiranju ljudi kojima se bavi. Tako njegov film Bunarman (2003), jednostavnu priču o kopaču bunara, uzdiže na nivo univerzalne metafore, ali bez pretencioznosti toliko tipične za mnoge domaće dokumentarce. Dokumentarni film Plašitelj kormorana (1998.) kritika je uvrstila među najbolje dokumentarce devedesetih godina u Hrvatskoj. Debitantski dugometražni igrani film Duh u močvari (2006.) bio je pravi kino hit u hrvatskim kinima (jedan je od najgledanijih hrvatskih igranih filmova) i obilježio je povratak prvog snimljenog igranog filma za djecu nakon 20 godina u Hrvatskoj. Drugi dugometražni igrani film i seriju pod naslovom Most na kraju svijeta (po scenariju Josipa Mlakića) snimio je 2014. u hrvatsko-srpsko-bosansko-francuskoj koprodukciji i s HRT-om. Objavio je knjigu o režiji dokumentarnog filma pod naslovom "Poetski dokumentarizam Zorana Tadića". Član je Društva hrvatskih filmskih redatelja i Hrvatskog društva filmskih djelatnika.

## Filmografija
- Pokretne slike moga dide (1982.), dokumentarni
- Berber na biciklu (1983.), dokumentarni
- Križ mojih ruku (1991.), dokumentarni
- Autobiografija (1992.), dokumentarni
- Rastanak (1993.), kratki igrani
- Razgovor s Markom Horvackim (1993.), dokumentarni
- Slavonski žetveni običaji (1995.), dokumentarni
- Plašitelj kormorana (1998.), dokumentarni
- Zamrznuti kadar (1999.), igrani (TV drama)
- Željeznicu već guta daljina (2000.), dokumentarni
- Čelični zagrljaj (2001.), dokumentarni
- Teta Liza (2002.), dokumentarni
- Lovac na puhove (2002.), dokumentarni
- Bunarman (2003.), dokumentarni
- Izgubljeno blago (2005.), dokumentarni
- Berač kamena (2005.), dokumentarni,
- Duh u močvari (2006.), dugometražni igrani
- Draga Gospa Ilačka (2010.), dokumentarni
- Album (2011.), dokumentarni
- Recikliranje (2011.), kratki igrani (iz omnibusa Zagrebačke priče)
- Od zrna do slike (2012.), dokumentarni
- Škverski kipar (2012.), dokumentarni
- Most na kraju svijeta (2014.),[1] dugometražni igrani film
- Ničija zemlja (2015.) kratkometražni igrani film[2]
- Sve je bio dobar san (2016.), dokumentarni
- Pouke o čovječnosti (2019.), dokumentarni

## Knjige
- Poetski dokumentarizam Zorana Tadića (2010.), izdavač Artizana Zagreb

## Nagrade
- Zlatna uljanica nagrada Glasa Koncila Dani hrvatskog filma 1996. "za promicanje etičkih vrijednosti na filmu" (za dokumentarni film Slavonski žetveni običaji)
- Grand prix za najbolji film festivala (za dokumentarni film Plašitelj kormorana), Dani hrvatskog filma 1998.
- Oktavijan nagrada Hrvatskog društva filmskih kritičara za najbolji dokumentarni film, Dani hrvatskog filma 1998. (za dokumentarni film Plašitelj kormorana)
- Posebna nagrada za kreativan doprinos u filmu Međunarodni festival turističkog filma u Splitu 1998. (za dokumentarni film Plašitelj kormorana)
- Počasna pohvala i nominacija za Nagradu Best Documentary International Film Festival of Cinema and Technology Toronto 2002. (za dokumentarni film Željeznicu guta već daljina)
- Specijalna nagrada žirija CINERAIL Lille Francuska 2002. (za dokumentarni film Čelični zagrljaj)
- Nagrada za najbolju režiju, Dani hrvatskog filma 2003. (za dokumentarni film Bunarman)
- Oktavijan nagrada Hrvatskog društva filmskih kritičara za najbolji dokumentarni film, Dani hrvatskog filma 2003. (za dokumentarni film Bunarman)
- Nagrada za najbolju režiju DaKINO Bukurešt Rumunjska 2003. (za dokumentarni film Bunarman)
- Nagrada za najbolji dokumentarni film Short Film Festival Siena Italija 2003. (za dokumentarni film Bunarman)
- Počasna pohvala za "istaknutu režiju i značajan dokumentarni stil" Short Film Festival Corto Imola Italija 2003. (za dokumentarni film Bunarman)
- Specijalna nagrada žirija Delta film festival Italija 2009. (za dokumentarni film Bunarman)
- Zlatna medalja i diploma za najbolji dokumentarni film ECO ETNO FOLK Film Rumunjska 2007. (za dokumentarni film Izgubljeno blago)
- Specijalna nagrada žirija Festival du Film Pastoralismes et Grands Espaces, France, 2008. (za dokumentarni film Izgubljeno blago)
- Nagrada za najbolju montažu Međunarodni festival turističkog filma SWITF Split 2006. (za dokumentarni film Berač kamena)
- Specijalna nagrada žirija Abruzzo Italija 2009. (za dokumentarni film Berač kamena)
- Nagrada za najbolju režiju Sila film festival Italija 2009. (za dugometražni igrani film Duh u močvari)
- Grand prix nagrada za najbolji film i Nagrada za najbolju glazbu na festivalu vjerskih filmova Trsat 2010. (za dokumentarni film Draga Gospa Ilačka)
- Posebno priznanje na Međunarodnom festivalu turističkog filma 2011. u Splitu "za izuzetno kvalitetan autorski rad religijskog sadržaja u funkciji turizma" (za dokumentarni film Draga Gospa Ilačka)
- Nagrada publike Fibula, Sisak, Hrvatska 2012. (za dugometražni dokumentarni film Od zrna do slike)
- Grand Prix za najbolji film i Nagrada za najbolju režiju na 4. Festivalu hrvatskih vjerskih filmova 2013. godine[3] (za dugometražni dokumentarni film Od zrna do slike)
- Gold Camera nagrada za najbolji dokumentarni film US International Film & Video festival Los Angeles, USA, 2013. (za dugometražni dokumentarni film Od zrna do slike)
- Grand Prix nagrada za najbolji film Međunarodni festival etnografskog filma Zlatna, Rumunjska, 2013. (za dugometražni dokumentarni film Od zrna do slike)
- Posebna autorska nagrada na 51. Festivalu turističkog filma u Lecceu, Italija, 2013. (za dokumentarni film Hodočasnik u Rim)
- Nagrada Liliane Stewart Međunarodni festival filmova o umjetnosti (FIF), Montreal, Kanada, 2014. (za dugometražni dokumentarni film Od zrna do slike)
- Nagrada za najbolji film o naivnoj umjetnosti, IFFEST DocumentArts, Bukurešt, Rumunjska, 2014. (za dugometražni dokumentarni film Od zrna do slike)
- Nagrada za najbolji dugometražni igrani film na festivalu Cinechildren u Italiji, 2015., (za dugometražni igrani film Duh u močvari)
- Nagrada za najbolji igrani film za djecu / "The winner of The Best Children's Film" (7th International Children's Television Festival "Dytiatko") Ukrajina 2015., (za dugometražni igrani film Duh u močvari)
- Zlatna nagrada (Gold Remi Award) Worldfest, Houston, SAD, 2015., (za dugometražni igrani film Most na kraju svijeta)
- Nagrada za najbolju kameru (Best Photography), Ischia film festival, Italija, 2015., (za dugometražni igrani film Most na kraju svijeta)
- Posebna nagrada žirija 8. Međunarodnog filmskog festivala pod nazivom "East & West" Orenburg, Rusija, 2015., (za dugometražni igrani film Most na kraju svijeta)
- Nagrada za najboljeg redatelja / Best Director na festivalu SEE a Paris - SOE Berlin (South - East European Film Festival) 2015., na istom festivalu nagrađen je i Aleksandar Bogdanović Nagradom za najbolju mušku ulogu / Best Actor (za dugometražni igrani film Most na kraju svijeta)
- Nagrada publike Antropologico - Cinemistica, Granada (Španjolska), 2016., (za dugometražni dokumentarni film Od zrna do slike)
- Zlatna nagrada za režiju (Gold Remi Award) Worldfest, Houston, USA, 2016.
- Nagrada za najbolji film i za najboljeg redatelja za film Sve je bio dobar san, Festival hrvatskog katoličkog filma Trsat 2016.[4]
- Nagrada za najbolji dokumentarni film na festivalu Beyond the Borders u Grčkoj 2016.
- Nagrada FEDEORA za najbolji hrvatski dokumentarni film kao priznanje filmskih kritičara Europe i Mediterana (za dokumentarni film Sve je bio dobar san)

## Vanjske poveznice
- Službene stranice redatelja Branka Ištvančića
- Hrvatska riječ[neaktivna poveznica] Od ideje do filma
- Radio-Subotica  Arhivirana inačica izvorne stranice od 8. ožujka 2021. (Wayback Machine) Ištvančić nastavio snimanje filma o tavankutskim slamarkama, 15. srpnja 2008.
- Branko Ištvančić: Gori smo danas nego 1991.
- Arhivirana inačica izvorne stranice od 11. kolovoza 2016. (Wayback Machine) O posljedicama i besmislu rata
- Branko Ištvančić Zanimaju me ljudske sudbine nakon rata
- Arhivirana inačica izvorne stranice od 5. ožujka 2016. (Wayback Machine) MOST NA KRAJU SVIJETA: SKANDINAVSKI KRIMIĆ NA BALKANSKI NAČIN
- OBLIK KAO EMOCIJA
- (INTERVJU) Branko Ištvančić: Ovaj film dokazuje kako se relativiziranje agresora i žrtve ne isplati
- Branko Ištvančić: Zašto su mi za film o vukovarskom heroju Nicolieru odbili dati potporu?